# Marryzm
Marryzm (nowa nauka o języku) – teoria stworzona przez Nikołaja Marra w latach 1920–1926. Zgodnie z podstawowymi zasadami marryzmu:
- języki świata powstały na drodze monogenetycznej,
- prajęzyk ludzkości składał się z czterech słów: ber, jon, roš, sal[1],
- czynnikiem ewolucji języka była przede wszystkim zmiana formacji społecznych, oraz ich mieszanie się.

Stosownie do powyższego wyróżnić można cztery etapy ewolucji języka:
1. języki izolujące odpowiadają wspólnocie rodowej,
2. języki aglutynacyjne odpowiadają koczownictwu,
3. języki jafetyckie stanowią kolejny etap rozwoju,
4. języki fleksyjne i alternacyjne odpowiadają podziałowi klasowemu.

Pomimo całkowitej sprzeczności z wynikami badań naukowych (np. język chiński jest izolujący, mimo że używa go rozwinięta cywilizacja licząca 4000 lat) teoria ta obowiązywała w ZSRR aż do 1950 roku, kiedy to marryści wypadli z łask Stalina. Zwrot stanowił antymarrowski artykuł, który ukazał się w „Prawdzie” 20 czerwca 1950 roku i był podpisany przez Stalina. Rzeczywistym autorem był językoznawca gruziński Czikobawa. Do tego czasu marryści spowodowali znaczne uwstecznienie radzieckiego językoznawstwa.